# Marta Rojals
Marta Rojals (la Palma de Ebro, 1975) es una escritora, articulista y arquitecta española. Se licenció en arquitectura por la Universidad Politécnica de Cataluña donde se especializó en teoría, historia y crítica, lo cual le permite traducir y editar publicaciones de arquitectura. Ha colaborado en VilaWeb, en las revistas L'avenç y Descobrir Catalunya y en el diario Ara, así como a la publicación satírica Illegal Times.
En 2011 debutó con la novela Primavera, estiu, etcètera, que se centra en la vida de Èlia, una joven que después de quedarse sin trabajo y sin pareja vuelve al pueblo donde creció. Esto hará que la protagonista se replantee muchas cosas. La novela tuvo una gran aceptación tanto por el público como por la crítica, llegando hasta la decimotercera edición.
En enero de 2014 publicó su segunda novela, L'altra, en medio de una gran expectación y un rápido reconocimiento por la crítica. En marzo de 2015 publicó con la editorial Sembra No ens calia estudiar tant, una selección de artículos de opinión publicados previamente en VilaWeb.

## Obra
- 2011 — Primavera, estiu, etcètera (Barcelona: La Magrana), ISBN  978-84-8264-966-5
- 2014 — L'altra (Barcelona: La Magrana), ISBN 978-84-8264-666-4
- 2015 — No ens calia estudiar tant (Carcaixent: Sembra), ISBN 978-8494235092[7]
- 2018 — El cel no és per a tothom (Anagrama), ISBN 9788433915627